# قانون بو

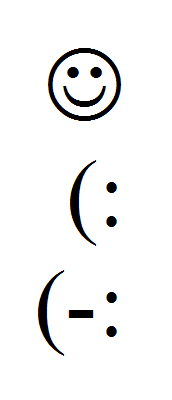

قانون بو (بالإنجليزية: Poe's Law)‏ هو نظرية فلسفية منتشرة عبر الإنترنت تقول بأنه «من الصعب أو حتى المستحيل أن تفرق بين التطرف الحقيقي والسخرية من التطرف إن لم يبد المؤلف نيته». «القانون» يتخذ اسم صاحب المقولة ناثان بو.

## القانون ومعناه
قانون بو في صيغة أشمل يقول:
جوهر قانون بو هو أن المحاكاة الساخرة (الباروديا) لشيء متطرف بطبيعته يصبح تمييزها مستحيلا عن التطرف الحقيقي. أما نتاج قانون بو فهو الظاهرة المعاكسة أي أن التطرف الحقيقي من الممكن أن يساء فهمه بأنه تهكم على هذه المعتقدات.

## التاريخ
العبارة المسماة قانون بو صيغت عام 2005 من قبل ناثان بو على صفحة المنتديات المسيحية christianforums.com من ضمن نقاش عن الخلقية. العبارة الأصلية كانت
إن الرأي المنسوب لبو يعود إلى تاريخ أقدم، على الأقل إلى 1983 حيث كتب جيري شوارتس على يوزنت:
8. اجتنب السخرية والتعليقات الفكاهية.

هناك سابقة أخرى على يوزنت يعود تاريخها إلى 2001. كتب ألان مورغان على نمط القانون الثالث لآرثر سي كلارك:

## أمثلة في الوطن العربي
انتشرت عام 2012 فتوى جهاد المناكحة، حيث نسبت للداعية السعودي محمد العريفي، الذي أنكر بدوره أي تصريح كهذا، إلا أن بعض وسائل الإعلام ظلت تتحدث عن الفتوى وكأنها صادرة عنه.
أما «د. أبو البراء»، وهو شخصية مختلقة تحاكي بعض شيوخ الدين بطريقة ساخرة ، فبالرغم من تصريح القائم على الصفحة على تويتر وفيسبوك بأن الحساب ساخر، إلا أن بعض وسائل الإعلام نشرت «فتاواه» على أنها لشخصية حقيقية.

## وصلة خارجية
- قانون بو على RationalWiki (بالإنجليزية)